# Silverkindad barkvapenfluga
Silverkindad barkvapenfluga (Neopachygaster meromelaena) är en tvåvingeart som först beskrevs av Dufour 1841.  I den svenska databasen Dyntaxa används istället namnet Neopachygaster meromelas. Silverkindad barkvapenfluga ingår i släktet Neopachygaster och familjen vapenflugor. Arten är reproducerande i Sverige. Inga underarter finns listade i Catalogue of Life.